# Relaciones Australia-Brasil
Existen relaciones actuales e históricas entre la Mancomunidad de Australia y la República Federativa del Brasil. Ambos países son miembros del Grupo de Cairns, del G20 y de las Naciones Unidas. Australia y Brasil son los países más extensos del hemisferio sur.

## Historia
Las relaciones diplomáticas entre Australia y Brasil fueron establecidas en 1945. Al año siguiente, Australia abrió una oficina diplomática en Río de Janeiro, la que sería su primera representación diplomática en América Latina. Ese mismo año, Brasil abrió una oficina diplomática en Canberra. En 1990, ambas naciones crearon el mecanismo de consultas políticas Brasil-Australia, que dio un nuevo impulso a las relaciones bilaterales.
En junio de 2012, la primera ministra australiana, Julia Gillard, realizó una visita oficial a Brasil y se reunió con la presidenta Dilma Rousseff. Ambos líderes dialogaron sobre la profundización de los vínculos y el crecimiento del papel desempeñado por los dos países en el mundo, y acordaron elevar las relaciones entre Australia y Brasil al nivel de asociación estratégica. En noviembre de 2014, la presidenta brasileña, Dilma Rousseff, realizó una visita a Australia para asistir a la cumbre del G20 de Brisbane.
En 2020, Brasil era la quinta mayor fuente de estudiantes internacionales estudiando en Australia.
Entre 2019 y 2020, el gobierno australiano apoyó financieramente varios proyectos en Brasil, incluyendo políticas para el alivio de la pobreza, la promoción del empleo para mujeres exconvictas y asistencia relacionada con la pandemia de COVID-19.

## Visitas de alto nivel

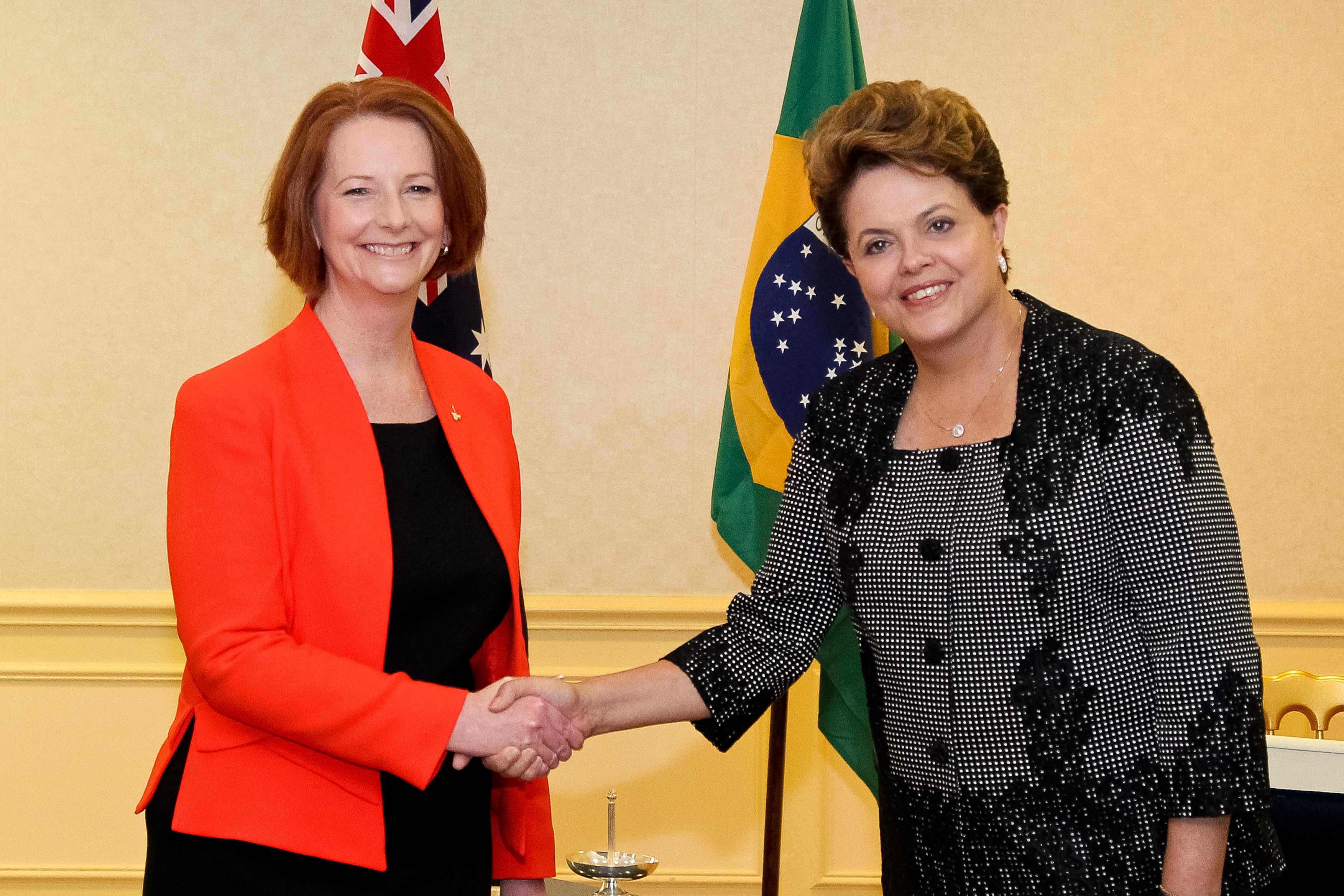
La primera ministra australiana, Julia Gillard, y la presidenta brasileña Dilma Rousseff, durante la cumbre del G20 en Cannes de 2011.

Visitas de alto nivel de Australia a Brasil
- Ministro de Asuntos Exteriores  Alexander Downer (2001 y 2006)
- Ministro de Comercio, Mark Vaile (2004)
- Ministro de Asuntos Exteriores Kevin Rudd (2010)
- Primera ministra Julia Gillard (2012)
- Ministra de Asuntos Exteriores Julie Bishop (2015)
- Gobernador general Peter Cosgrove (2016)

Visitas de alto nivel de Brasil a Australia
- Ministro de Asuntos Exteriores Celso Amorim (1994, 2008)
- Enviado Especial Marco Aurélio García (2006)
- Presidenta Dilma Rousseff (2014)

## Acuerdos bilaterales
Ambas naciones han firmado varios acuerdos, incluyendo un tratado comercial (1978); un Tratado de Extradición (1994); un Memorando de Entendimiento sobre Cooperación en Salud (1998); un Acuerdo de Servicio Aéreo (2010); un Memorando de Entendimiento sobre Cooperación en Grandes Eventos Deportivos (2010); un Acuerdo sobre Ciencia, Tecnología e Innovación (2017); y un Memorando de Entendimiento sobre Cooperación en materia de Agua (2018).

## Relaciones comerciales
En 2018, el comercio entre Australia y Brasil ascendió a 1.500 millones de dólares. Las principales exportaciones de Australia a Brasil incluyeron carbón, petróleo crudo, minerales y concentrados de níquel, y aluminio. Las principales exportaciones de Brasil a Australia fueron medicamentos, café, equipos y piezas de ingeniería civil, y servicios de viajes personales. Brasil es el mayor mercado de exportación de Australia en América Latina por un margen significativo, incluyendo áreas como turismo, viajes y servicios relacionados con la educación, y representa la mitad de la inversión directa de Australia en la región.

## Misiones residentes

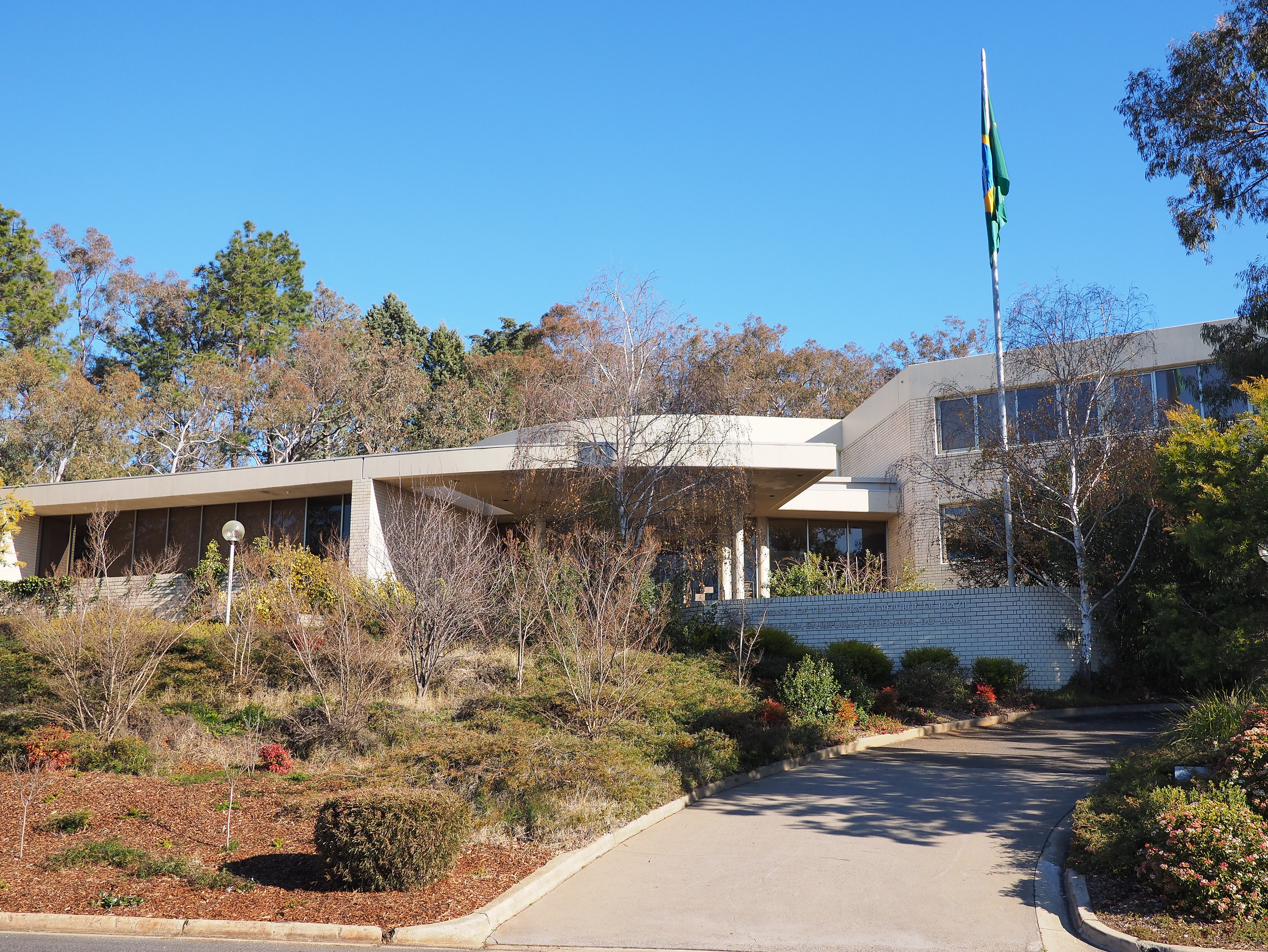
Embajada de Brasil en Canberra

- Australia tiene una embajada en Brasilia y un consulado general en São Paulo.[5]
- Brasil tiene una embajada en Canberra y un consulado general en Sídney.[6]